# Carme Nogueira
Carme Nogueira (Vigo, 17 de diciembre de 1970) es investigadora y artista multidisciplinar española. Licenciada en Bellas Artes por la Universidad de Salamanca y doctorada en la facultad de Bellas Artes de Pontevedra por la Universidad de Vigo. En su obra destaca la importancia de los procesos artísticos, los modelos de representación, la implicación del público y el urbanismo. En este último campo, su obra explora la relación de la arquitectura con otras disciplinas artísticas, como el videoarte. Realizó residencias artísticas en diversos países y es autora de publicaciones, artículos y conferencias sobre la representación y la identidad de género.

## Biografía
Carme Nogueira Nació el 17 de diciembre de 1970 en el vigués barrio de Cabral. En 1993 terminó la licenciatura de Bellas Artes con una beca en la Hochschule del Künst de Berlín. En los siguientes años obtuvo diferentes becas de investigación en la facultad de Bellas Artes de Pontevedra. En 1999 presenta la tesis doctoral La representación como puesta en escena: para una teoría de la mirada; donde analiza el papel del espectador en el arte contemporáneo bajo la perspectiva de la teoría de la recepción. Punto de vista que va a ser determinante en su carrera artística. En la actualidad vive en Vigo, compaginando los proyectos artísticos con la enseñanza.

#### Refúxios

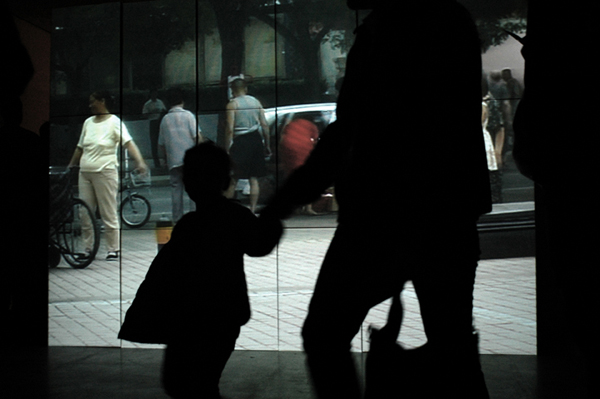
Videocreación de Próspera

#### El centro en desplazamiento

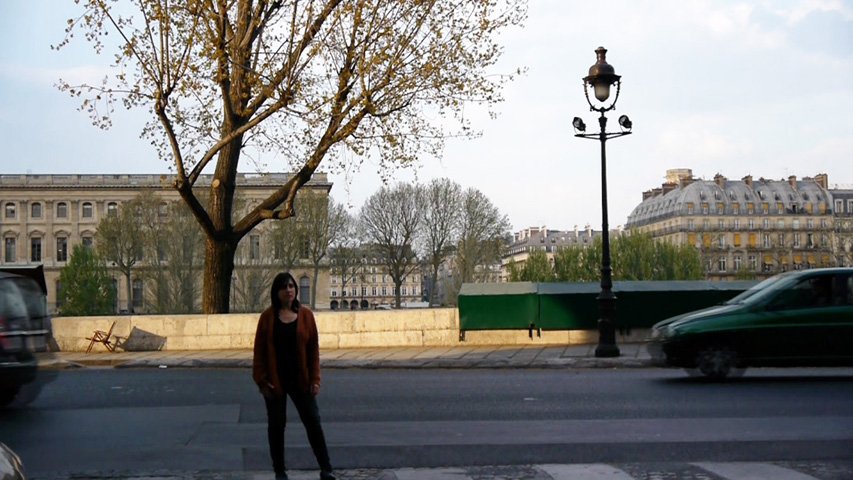
Videocreación de Yo os he comprendido